# Фарінеллі
Фаріне́ллі (італ. Farinelli, справжнє ім'я Карло Броскі, італ. Carlo Broschi; нар. 24 січня 1705, Андрія, Апулія, Неаполітанське королівство — пом. 17 вересня 1782, Болонья, Папська область) — уславлений італійський співак-кастрат.

## Біографія

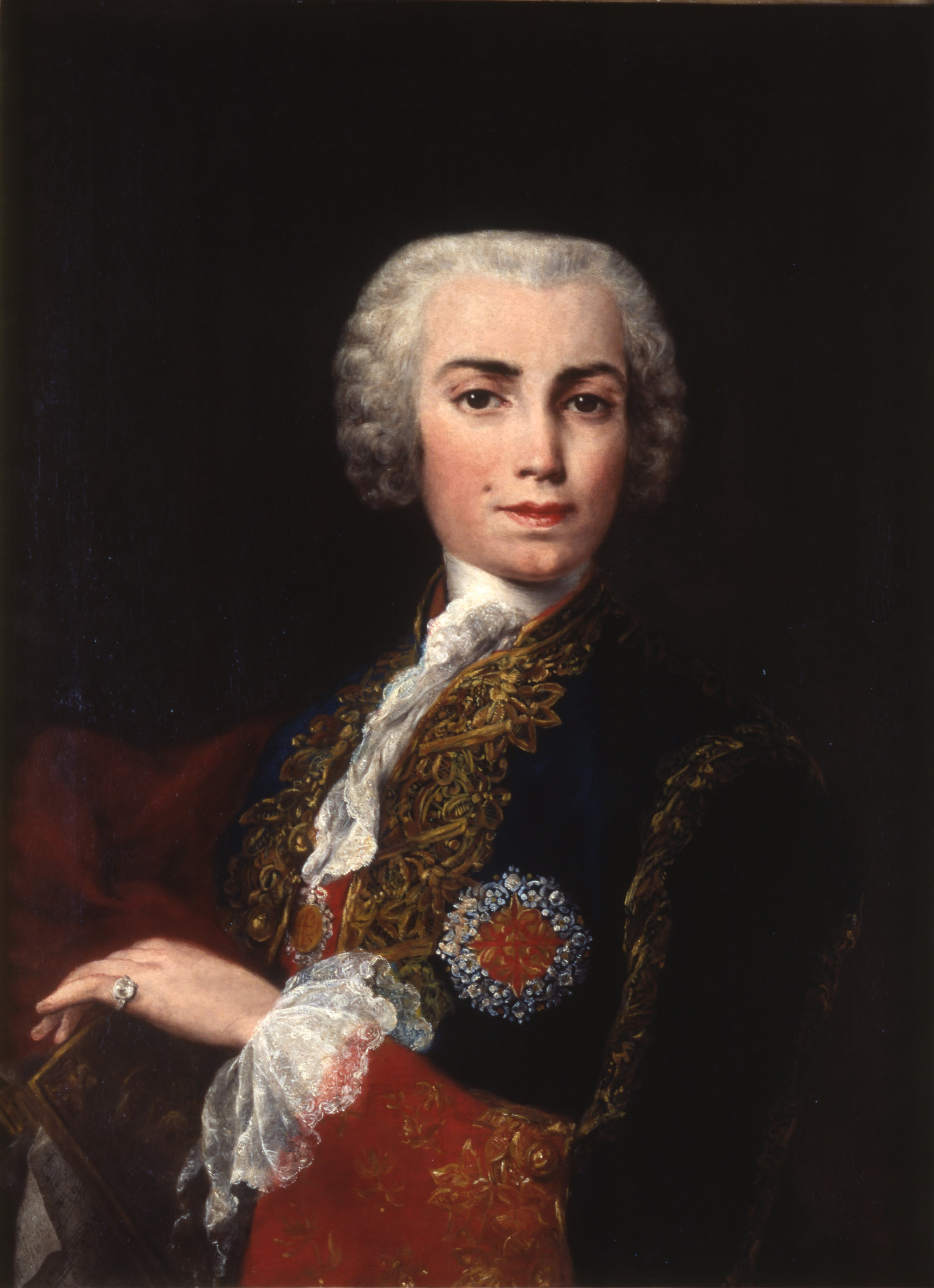
Карло Броскі (Фарінеллі)

Народився в сім'ї придворного, в 1711 році разом із родиною переїхав до Неаполя.
Дебютував 1720 року в невеликій партії в опері Нікола Порпора «Анжеліка та Медор» на лібретто Метастазіо; цей дебют започаткував багаторічну дружбу між співаком і драматургом та тривалій співпраці з Порпорою, який невдовзі почав довіряти виконавцю головні партії.
У 1722—1724 рр. Фарінеллі співав переважно в Неаполі та Римі, потім до 1734 року, головно, в Північній Італії, особливо в Болоньї та Пармі. У 1734—1737 рр. виступав у Лондоні в оперній трупі, якою керував Порпора.
1737 року Фарінеллі був запрошений до Іспанії як особистий співак короля Філіп V — контракт не передбачав сценічних виступів, а тільки щоденний спів для короля.
Після смерті Філіпа Фердинанд VI 1747 року призначив Фарінеллі керівником королівських театрів, у 1750 році підніс до лицарської гідності; Фарінеллі винятковий авторитет, поставив 23 опери (з них 17 — на лібретто Метастазіо, з яким вів жваве листування), здійснив низку інших масштабних музичних проектів.
У 1759 році, із заступанням до влади Карла III, співакові було запропоновано покинути Іспанію, і він вернувся до Італії, оселився в Болоньї, де ще в 1730-ті роки завів нерухомість.
У похилих літах у Фарінеллі розвився синдром Морганьї-Стюарта-Мореля, який був спричинений кастрацією.
Рештки виявлено нещодавно на старовинному болонському цвинтарі Чертоза, куди їх перенесли в 1810 році, після того як наполеонівські війська зруйнували перше місце поховання Фарінеллі — Церква Святого Хреста в монастирі ордену капуцинів.

## Образ в масовій культурі
Долі Фарінеллі присвячений фільм «Фарінеллі-кастрат», що доволі вільно трактує достеменні факти біографії співака.